# 총안

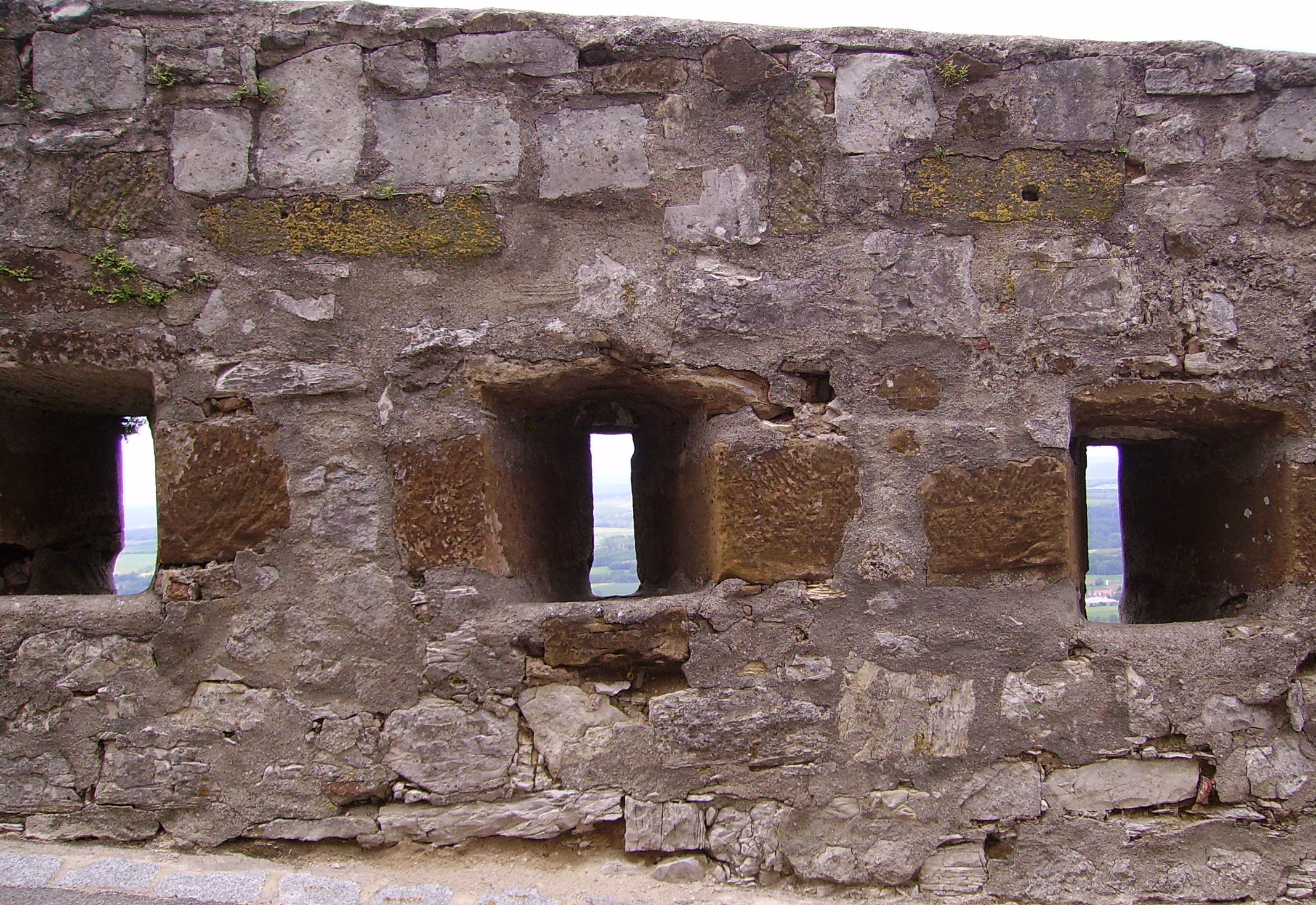

총안(銃眼, embrasure)은 총안흉벽 따위의 사이사이에 나 있는 빈 공간이다. 이곳을 통해 총포를 비롯한 원거리 무기를 투사할 수 있다. 중세에 화살을 쏘기 위해 만들어진 애로우슬릿이 그 원형이다.